# Hội Vật liệu Xây dựng Việt Nam
Hội Vật liệu Xây dựng Việt Nam là tổ chức xã hội - nghề nghiệp của những người làm việc trong lĩnh vực vật liệu xây dựng tại Việt Nam .
Hội có tên giao dịch tiếng Anh là Vietnam Association for Building Materials, viết tắt là VABM .
Điều lệ Hội được phê duyệt theo Quyết định số 52 /QĐ-BNV ngày 19/01/2010 của Bộ Nội vụ . Văn phòng Hội đặt tại ngõ 235 Nguyễn Trãi, phường Thượng Đình, quận Thanh Xuân, thành phố Hà Nội .